# پچرسک، کی‌یف
پچرسک (به اوکراینی: Печерськ) محله‌ای تاریخی در مرکز شهر کی‌یف، پایتخت اوکراین است. این بخشی از ناحیه اداری ناحیه پچرسک (بخش) است. پچرسک بین تپه‌های لیپکی، کلوف و دنیپر قرار دارد. خیابان‌های اصلی آن خیابان ایوان مازپا، خیابان دیمیترو گودزنکو و بلوار لسیا اوکراینکا هستند.

## تاریخچه
نام آن از غارهای پچرسک لاورا کی‌یف (تأسیس شده در سال ۱۰۵۱ میلادی) گرفته شده‌ است که از زمان‌های قدیم وجود داشته‌ است. این سکونتگاه در قرن دوازدهم به عنوان سکونتگاه پچرسک لاورا شامل مناطق اطراف روستای سابق برستو شروع به ظهور کرد. در قرن ۱۷–۱۶ میلادی، پچرسک یک شهر بود.
ساخت قلعۀ غار قدیمی (مرکز اداری کی‌یف) در نیمۀ اول قرن ۱۸ میلادی آغاز شد و پس از ۳۰ تا ۴۰ سال بعد دژ پچرسک جدید ساخته شد. در قرن نوزدهم میلادی، این شهرک شامل سکونتگاه سابق واسیلکیفسکی روگاتکی بود.
نام پچرسک را می‌توان در بخش، میدان، سرازیری، بلوار (در حال حاضر بلوار لسیا اوکراینکا)، خیابان (دیگر وجود ندارد) و نووپچرسکا (دیگر وجود ندارد) پیدا کرد. در حال حاضر پچرسک آثار تاریخی معماری دوران روس کی‌یف و قرون بعدی را حفظ می‌کند.

## گالری

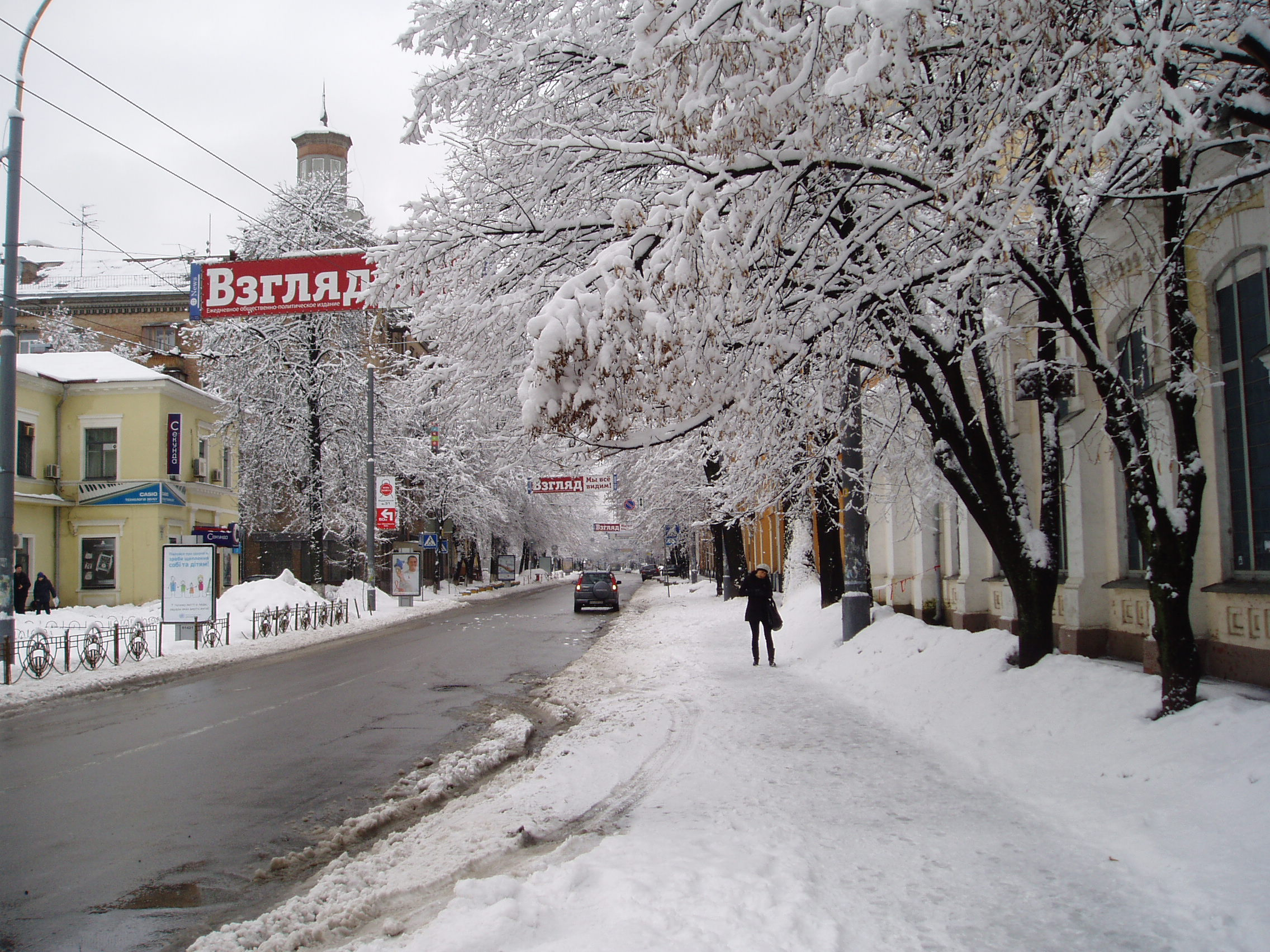
خیابان دیمیترو گودزنکو